# جین شارپ
جین شارپ (به انگلیسی: Gene Sharp) (زاده ۲۱ ژانویه ۱۹۲۸ - درگذشته ۲۸ ژانویه ۲۰۱۸) استاد ممتاز بازنشسته دانشگاه ماساچوست دارتموث و پایه‌گذار مؤسسه آلبرت اینشتین بود. وی همچنین نامزد جایزه صلح نوبل بوده‌است.

## زندگی‌نامه
شارپ متولد نورث بالتیمور در اهایو ایالات متحده آمریکاست. جین شارپ دکترای فلسفه را از دانشگاه آکسفورد (۱۹۶۸) گرفت و پس از آن ده سال در انگلستان و نروژ به مطالعات گسترده در زمینه بی‌خشونتی پرداخت. آثار شارپ اثر قابل ملاحظه‌ای در روش‌های مبارزه در نقاط مختلف دنیا داشته‌است. از نمونه‌های اخیر آن می‌توان مبارزات جوانان در کشورهای کمونیست سابق در شرق اروپا را نام برد که در بسیاری از آن‌ها کتابچهٔ شارپ با عنوان از دیکتاتوری تا دموکراسی به‌صورت پایه‌ای برای این مبارزات به‌کار رفته‌است.
او در سال ۱۹۸۳ انستیتو آلبرت اینشتین را با هدف گسترش تحقیق، مطالعه و آموزش در زمینه استراتژی‌های مقابله بی‌خشونت با دیکتاتورها، نسل‌کشی و جنگ بناگذاشت. وی در مؤسسه آلبرت انیشتین در کمبریج ماساچوست فعالیت می‌کند. بعضی او را «کلاوزویتس مبارزات بی‌خشونت» می‌خوانند.
کلید اصلی نظرات او این است که قدرت یک پدیده بکپارچه، یکجا و برگرفته از ذات کسانی که خود را صاحب قدرت می‌دانند، نیست. به نظر او قدرت سیاسی یا قدرت در هر منطقه صرف نظر از ساختار سازمانی، به مردم آن منطقه مربوط می‌شود. باور او بر این پایه است که ساختار قدرت تکیه بر فرمانبرداران قدرت دارد. اگر مردم از صاحبان قدرت اطاعت نکنند، آن‌ها هیچ قدرتی ندارند. او معتقد است تمامی ساختارهای مؤثر قدرت دارای سیستمهای تقویت‌کننده یا تهیج‌کننده فرمانبردارانشان (مردم) هستند. دولتها روشهای پیچیده‌ای را بکار می‌گیرند تا مردم را فرمانبردار نگهدارند. این سیستمها با داشتن پلیس، قانون و سیستمهای نظارتی و حتی خصوصیات فرهنگی منطقه‌ای، فرمانبرداری را به مردم القا می‌کنند. با اشاره بر اینکه قدرت آن‌ها یکپارچه و همیشگی است یا روشهایی مثل حبس، جریمه، محرومیت یا مقام، ثروت و شهرت باعث حضور مردم در این سیستمها می‌شوند. جین شارپ ساختارهای پنهان قدرت را نمایان می‌کند تا پنجره‌ای برای تغییر مؤثر دولت‌ها، برای مردم فراهم آورد.

## تالیفات
برخی از آثار شارپ: سیاست مبارزه بدون خشونت (۱۹۷۳)، گاندی به‌عنوان یک استراتژیست سیاسی (۱۹۷۹)، قدرت اجتماعی و آزادی سیاسی (۱۹۸۰)، دفاع مبتنی بر افراد غیرنظامی (۱۹۹۰)، از دیکتاتوری تا دموکراسی و بسیاری دیگر. آخرین اثر شارپ با عنوان «کاربرد کنش بی‌خشونتی: تمرین قرن بیستم و پتانسیل آن در قرن بیست و یک» در ماه ژوئن ۲۰۰۵ منتشر شد. این کتاب کارهای قدیمی شارپ را در بر می‌گیرد، همچنین مثال‌هایی که این روش‌ها در آن‌ها عملاً به کار برده شده‌اند و درس‌هایی که از آن‌ها می‌توان آموخت.

## دادگاه‌های بعد از انتخابات ریاست جمهوری ۱۳۸۸ایران
در ایران، نام جین شارپ در کیفرخواست دادگاه متهمان اعتراضات بعد از انتخابات ریاست جمهوری ۱۳۸۸ آمد. در یک ویدئوی تبلیغاتی وزارت اطلاعات وی را مأمور سیا معرفی کرده و روزنامه کیهان در مقاله‌های گوناگون او را مغز متفکر انقلاب‌های مخملی و همین‌طور مخالفت‌های مردمی در ایران خواند.